# دانشگاه بیلیم آنتالیا
دانشگاه بیلیم آنتالیا (دانشگاه بین‌المللی آنتالیا سابق) دومین دانشگاه و اولین دانشگاه پایه است که در تاریخ ۲۱ ژوئیه ۲۰۱۰ در آنتالیا تأسیس شد. دانشگاه بیلیم آنتالیا توسط بنیاد ورزش و محیط زیست سلامت تأسیس شده‌است. رئیس دانشگاه اسماعیل یوکسک است.
در سال تحصیلی ۹۱–۲۰۲۱ تعداد ۵۵۲۴ دانشجو (در مقاطع کاردانی ۱۲۶۰ نفر، کارشناسی ۳۷۱۴ نفر، کارشناسی ارشد ۵۴۶ نفر و دکتری ۴ نفر) مشغول به تحصیل بودند. تا سال ۲۰۲۲، در مجموع ۲۸۷ هیئت علمی شامل ۴۷ استاد، ۱۹ دانشیار، ۱۲۰ دکتر، ۶۳ مدرس و ۳۸ دستیار پژوهشی در دانشگاه مشغول به کار بودند.